# Au災害対策
au災害対策（エーユーさいがいたいさく）は、auブランドを展開するKDDIが提供していた災害対策アプリケーション。2019年12月4日からは+メッセージの公式アカウントとして運用されている。

## 概要
2011年12月23日、「災害用伝言板」「緊急速報メール」といった大規模災害発生時に迅速な避難や安否確認を支援可能とする「au災害対策アプリ」を提供開始。
当初の対応機種は「AQUOS PHONE IS14SH」「MEDIAS BR IS11N」「ARROWS ES IS12F」「G'zOne IS11CA」「AQUOS PHONE IS13SH」「DIGNO ISW11K」。「IS14SH」「IS11N」「IS12F」には本アプリがプリインストールされていた。また、「IS03」発売以降のAndroidスマートフォン向けには、2012年2月のソフトウェアアップデートでau one Marketからau災害対策アプリのダウンロードが順次可能となった。
2012年よりNTTドコモやソフトバンクと共に大規模災害時（震度6弱以上の地震など）で電話が繋がりにくい場合に音声でメッセージを発信する「災害用音声お届けサービス」を提供開始。2022年3月31日をもって同サービスを終了した。
2019年12月4日、＋メッセージの公式アカウント「au災害対策」を開設。2023年3月2日、KDDIとあいおいニッセイ同和損害保険と共同で同アカウントから避難所検索機能を提供開始。
2023年3月31日、＋メッセージの公式アカウントの開設に伴うau災害対策アプリの利用者数減少に伴い、au災害対策アプリはサポートを終了した。

## 主な機能
いずれも、au災害対策アプリとしての機能。
- 災害用伝言板
- 緊急速報メール
- 災害関連情報